# Nor-Am Cup 2010
La Nor-Am Cup 2010 fu la 33ª edizione della manifestazione organizzata dalla Federazione Internazionale Sci.
La stagione maschile iniziò il 30 novembre 2009 a Loveland, negli Stati Uniti, e si concluse il 18 marzo 2010 a Waterville Valley, ancora negli Stati Uniti; furono disputate 25 delle 27 gare in programma (4 discese libere, 5 supergiganti, 6 slalom giganti, 7 slalom speciali, 3 supercombinate), in 7 diverse località. Il canadese Dustin Cook si aggiudicò sia la classifica generale, sia quella di supergigante; lo statunitense Steven Nyman vinse la classifica di discesa libera, lo svedese Jon Olsson quella di slalom gigante e gli statunitensi Nolan Kasper e Will Brandenburg rispettivamente quelle di slalom speciale di combinata. Il canadese Louis-Pierre Hélie era il detentore uscente della Coppa generale.
La stagione femminile iniziò il 30 novembre 2009 ad Aspen, negli Stati Uniti, e si concluse il 18 marzo 2010 a Waterville Valley, ancora negli Stati Uniti; furono disputate 23 delle 27 gare in programma (4 discese libere, 5 supergiganti, 5 slalom giganti, 7 slalom speciali, 2 supercombinate), in 7 diverse località. La statunitense Laurenne Ross si aggiudicò sia la classifica generale, sia quelle di discesa libera e di supergigante;  la norvegese Anne Cecilie Brusletto vinse la classifica di slalom gigante, la canadese Ève Routhier quella di slalom speciale e la statunitense Julia Ford quella di combinata. La canadese Marie-Michèle Gagnon era la detentrice uscente della Coppa generale.

## Uomini

### Risultati
| Data             | Località          | Nazione     | Spec. | Primo             | Secondo              | Terzo                |
| ---------------- | ----------------- | ----------- | ----- | ----------------- | -------------------- | -------------------- |
| 30 novembre 2009 | Loveland          | Stati Uniti | SL    | Julien Cousineau  | Leif Kristian Haugen | Michael Janyk        |
| 1º dicembre 2009 | Loveland          | Stati Uniti | SL    | Michael Janyk     | Natko Zrnčić-Dim     | Truls Ove Karlsen    |
| 2 dicembre 2009  | Aspen             | Stati Uniti | GS    | Marcel Hirscher   | Jean-Philippe Roy    | Tommy Ford           |
| 3 dicembre 2009  | Aspen             | Stati Uniti | GS    | Cyprien Richard   | Marcel Hirscher      | Steve Missillier     |
| 9 dicembre 2009  | Lake Louise       | Canada      | DH    | Steven Nyman      | Will Brandenburg     | Travis Ganong        |
| 10 dicembre 2009 | Lake Louise       | Canada      | DH    | Steven Nyman      | Will Brandenburg     | Christopher Beckmann |
| 11 dicembre 2009 | Lake Louise       | Canada      | SG    | Will Brandenburg  | Will Gregorak        | Keith Moffat         |
| 13 dicembre 2009 | Panorama          | Canada      | GS    | Will Gregorak     | Petter Brenna        | Dustin Cook          |
| 14 dicembre 2009 | Panorama          | Canada      | GS    | Jon Olsson        | Nolan Kasper         | Chris Frank          |
| 15 dicembre 2009 | Panorama          | Canada      | SL    | Nolan Kasper      | Paul Stutz           | Noel Baxter          |
| 16 dicembre 2009 | Panorama          | Canada      | SL    | Will Brandenburg  | Nolan Kasper         | Michael Ankeny       |
| 17 dicembre 2009 | Panorama          | Canada      | SC    | Will Brandenburg  | Dustin Cook          | Nolan Kasper         |
| 17 dicembre 2009 | Panorama          | Canada      | SG    | Dustin Cook       | Travis Ganong        | Travis Dawson        |
| 4 gennaio 2010   | Sunday River      | Stati Uniti | SL    | Paul Stutz        | Oscar Andersson      | Michael Ankeny       |
| 5 gennaio 2010   | Sunday River      | Stati Uniti | SL    | Petter Brenna     | Nolan Kasper         | Michael Ankeny       |
| 6 gennaio 2010   | Sunday River      | Stati Uniti | GS    | Iver Bjerkestrand | Markus Nilsen        | Tyler Nella          |
| 7 gennaio 2010   | Sunday River      | Stati Uniti | GS    | annullata         | annullata            | annullata            |
| 21 febbraio 2010 | Aspen             | Stati Uniti | SC    | Tim Jitloff       | Travis Dawson        | Miles Fink-Debray    |
| 21 febbraio 2010 | Aspen             | Stati Uniti | SG    | Miles Fink-Debray | Chris Frank          | Wiley Maple          |
| 22 febbraio 2010 | Aspen             | Stati Uniti | SG    | Chris Frank       | Dustin Cook          | Will Gregorak        |
| 25 febbraio 2010 | Aspen             | Stati Uniti | DH    | Steven Nyman      | Jan Hudec            | Will Brandenburg     |
| 26 febbraio 2010 | Aspen             | Stati Uniti | DH    | Travis Ganong     | Jan Hudec            | Steven Nyman         |
| 14 marzo 2010    | Burke             | Stati Uniti | SC    | Will Brandenburg  | Chris Frank          | Tim Jitloff          |
| 14 marzo 2010    | Burke             | Stati Uniti | SG    | Jan Hudec         | Will Brandenburg     | Dustin Cook          |
| 15 marzo 2010    | Burke             | Stati Uniti | SG    | annullata         | annullata            | annullata            |
| 16 marzo 2010    | Waterville Valley | Stati Uniti | GS    | Tommy Ford        | Warner Nickerson     | Jan Hudec            |
| 18 marzo 2010    | Waterville Valley | Stati Uniti | SL    | Paul Stutz        | Patrick Biggs        | Nolan Kasper         |

Legenda:

DH = discesa libera

SG = supergigante

GS = slalom gigante

SL = slalom speciale

SC = supercombinata

### Classifiche

#### Generale
| Pos. | Nome             | Nazione     | Punti |
| ---- | ---------------- | ----------- | ----- |
| 1    | Dustin Cook      | Canada      | 763   |
| 2    | Will Brandenburg | Stati Uniti | 761   |
| 3    | Nolan Kasper     | Stati Uniti | 728   |
| 4    | Chris Frank      | Stati Uniti | 696   |
| 5    | Will Gregorak    | Stati Uniti | 571   |
| 6    | Travis Dawson    | Canada      | 507   |
| 7    | Jan Hudec        | Canada      | 505   |
| 8    | Travis Ganong    | Stati Uniti | 476   |
| 9    | Paul Stutz       | Canada      | 470   |
| 10   | Steven Nyman     | Stati Uniti | 440   |

#### Discesa libera
| Pos. | Nome             | Nazione     | Punti |
| ---- | ---------------- | ----------- | ----- |
| 1    | Steven Nyman     | Stati Uniti | 360   |
| 2    | Travis Ganong    | Stati Uniti | 246   |
| 3    | Will Brandenburg | Stati Uniti | 220   |
| 4    | Jan Hudec        | Canada      | 213   |
| 5    | Will Gregorak    | Stati Uniti | 155   |

#### Supergigante
| Pos. | Nome             | Nazione     | Punti |
| ---- | ---------------- | ----------- | ----- |
| 1    | Dustin Cook      | Canada      | 289   |
| 2    | Chris Frank      | Stati Uniti | 246   |
| 3    | Will Brandenburg | Stati Uniti | 225   |
| 4    | Jan Hudec        | Canada      | 212   |
| 5    | Will Gregorak    | Stati Uniti | 172   |

#### Slalom gigante
| Pos. | Nome            | Nazione     | Punti |
| ---- | --------------- | ----------- | ----- |
| 1    | Jon Olsson      | Svezia      | 202   |
| 2    | Petter Brenna   | Norvegia    | 189   |
| 2    | Nolan Kasper    | Stati Uniti | 189   |
| 4    | Will Gregorak   | Stati Uniti | 188   |
| 5    | Marcel Hirscher | Austria     | 180   |

#### Slalom speciale
| Pos. | Nome           | Nazione     | Punti |
| ---- | -------------- | ----------- | ----- |
| 1    | Nolan Kasper   | Stati Uniti | 391   |
| 2    | Paul Stutz     | Canada      | 366   |
| 3    | Petter Brenna  | Norvegia    | 242   |
| 4    | Michael Ankeny | Stati Uniti | 200   |
| 5    | Michael Janyk  | Canada      | 160   |

#### Combinata
| Pos. | Nome             | Nazione     | Punti |
| ---- | ---------------- | ----------- | ----- |
| 1    | Will Brandenburg | Stati Uniti | 200   |
| 2    | Tim Jitloff      | Stati Uniti | 160   |
| 3    | Travis Dawson    | Canada      | 134   |
| 4    | Dustin Cook      | Canada      | 130   |
| 5    | Chris Frank      | Stati Uniti | 102   |

## Donne

### Risultati
| Data             | Località          | Nazione     | Spec. | Prima                  | Seconda              | Terza                              |
| ---------------- | ----------------- | ----------- | ----- | ---------------------- | -------------------- | ---------------------------------- |
| 30 novembre 2009 | Aspen             | Stati Uniti | GS    | Marie-Pier Préfontaine | Ana Drev             | Megan McJames                      |
| 1º dicembre 2009 | Aspen             | Stati Uniti | GS    | Marie-Pier Préfontaine | Marie-Michèle Gagnon | Marianne Abderhalden               |
| 2 dicembre 2009  | Loveland          | Stati Uniti | SL    | Anna Goodman           | Anne-Sophie Barthet  | Marie-Michèle Gagnon               |
| 2 dicembre 2009  | Loveland          | Stati Uniti | SL    | Anna Goodman           | Sarah Schleper       | Eva-Maria Brem                     |
| 9 dicembre 2009  | Lake Louise       | Canada      | DH    | Laurenne Ross          | Georgia Simmerling   | Julia Ford                         |
| 10 dicembre 2009 | Lake Louise       | Canada      | DH    | Laurenne Ross          | Julia Ford           | Victoria Whitney                   |
| 11 dicembre 2009 | Lake Louise       | Canada      | SG    | Laurenne Ross          | Georgia Simmerling   | Katie Hartman                      |
| 13 dicembre 2009 | Panorama          | Canada      | SL    | Brittany Phelan        | Ève Routhier         | Erin Mielzynski                    |
| 14 dicembre 2009 | Panorama          | Canada      | SL    | Elli Terwiel           | Malin Hemmingsson    | Kate Ryley                         |
| 15 dicembre 2009 | Panorama          | Canada      | GS    | Anne Cecilie Brusletto | Malin Hemmingsson    | Vanessa Berther                    |
| 16 dicembre 2009 | Panorama          | Canada      | GS    | Anne Cecilie Brusletto | Georgia Simmerling   | Laurenne Ross                      |
| 18 dicembre 2009 | Panorama          | Canada      | SC    | Laurenne Ross          | Julia Ford           | Katie Hitchcock                    |
| 18 dicembre 2009 | Panorama          | Canada      | SG    | Laurenne Ross          | Julia Ford           | Katie Hartman                      |
| 2 gennaio 2010   | Val Saint-Côme    | Canada      | SL    | Megan McJames          | Erin Mielzynski      | Ève Routhier                       |
| 3 gennaio 2010   | Val Saint-Côme    | Canada      | SL    | Megan McJames          | Ève Routhier         | Laurenne Ross                      |
| 6 gennaio 2010   | Mont-Sainte-Anne  | Canada      | GS    | annullata              | annullata            | annullata                          |
| 6 gennaio 2010   | Mont-Sainte-Anne  | Canada      | GS    | annullata              | annullata            | annullata                          |
| 25 febbraio 2010 | Aspen             | Stati Uniti | DH    | Stacey Cook            | Chelsea Marshall     | Laurenne Ross                      |
| 26 febbraio 2010 | Aspen             | Stati Uniti | DH    | Laurenne Ross          | Leanne Smith         | Keely Kelleher                     |
| 28 febbraio 2010 | Aspen             | Stati Uniti | SC    | Megan McJames          | Julia Ford           | Madison McLeish Georgia Simmerling |
| 28 febbraio 2010 | Aspen             | Stati Uniti | SG    | Laurenne Ross          | Megan McJames        | Julia Ford                         |
| 1º marzo 2010    | Aspen             | Stati Uniti | SG    | Laurenne Ross          | Katie Hartman        | Lauren Samuels                     |
| 14 marzo 2010    | Burke             | Stati Uniti | SG    | Laurenne Ross          | Alice McKennis       | Marie-Michèle Gagnon               |
| 15 marzo 2010    | Burke             | Stati Uniti | SC    | annullata              | annullata            | annullata                          |
| 15 marzo 2010    | Burke             | Stati Uniti | SG    | annullata              | annullata            | annullata                          |
| 17 marzo 2010    | Waterville Valley | Stati Uniti | GS    | Marie-Michèle Gagnon   | Sarah Schleper       | Megan McJames                      |
| 18 marzo 2010    | Waterville Valley | Stati Uniti | SL    | Marie-Michèle Gagnon   | Sarah Schleper       | Katie Hitchcock                    |

Legenda:

DH = discesa libera

SG = supergigante

GS = slalom gigante

SL = slalom speciale

SC = supercombinata

### Classifiche

#### Generale
| Pos. | Nome                   | Nazione     | Punti |
| ---- | ---------------------- | ----------- | ----- |
| 1    | Laurenne Ross          | Stati Uniti | 1205  |
| 2    | Julia Ford             | Stati Uniti | 762   |
| 3    | Megan McJames          | Stati Uniti | 648   |
| 4    | Georgia Simmerling     | Canada      | 635   |
| 5    | Marie-Michèle Gagnon   | Canada      | 400   |
| 6    | Stephanie Irwin        | Canada      | 398   |
| 7    | Anne Cecilie Brusletto | Norvegia    | 383   |
| 8    | Erin Mielzynski        | Canada      | 368   |
| 9    | Katie Hartman          | Stati Uniti | 365   |
| 10   | Katie Hitchcock        | Stati Uniti | 363   |

#### Discesa libera
| Pos. | Nome               | Nazione     | Punti |
| ---- | ------------------ | ----------- | ----- |
| 1    | Laurenne Ross      | Stati Uniti | 360   |
| 2    | Georgia Simmerling | Canada      | 225   |
| 3    | Julia Ford         | Stati Uniti | 216   |
| 4    | Victoria Michalik  | Canada      | 121   |
| 5    | Vanessa Berther    | Stati Uniti | 100   |
| 5    | Stacey Cook        | Stati Uniti | 100   |

#### Supergigante
| Pos. | Nome               | Nazione     | Punti |
| ---- | ------------------ | ----------- | ----- |
| 1    | Laurenne Ross      | Stati Uniti | 500   |
| 2    | Georgia Simmerling | Canada      | 242   |
| 3    | Julia Ford         | Stati Uniti | 221   |
| 4    | Kirsten Cooper     | Stati Uniti | 201   |
| 5    | Katie Hartman      | Stati Uniti | 200   |

#### Slalom gigante
| Pos. | Nome                   | Nazione     | Punti |
| ---- | ---------------------- | ----------- | ----- |
| 1    | Anne Cecilie Brusletto | Norvegia    | 253   |
| 2    | Marie-Pier Préfontaine | Canada      | 240   |
| 3    | Marie-Michèle Gagnon   | Canada      | 180   |
| 4    | Megan McJames          | Stati Uniti | 170   |
| 5    | Jessica Kelley         | Stati Uniti | 122   |

#### Slalom speciale
| Pos. | Nome            | Nazione     | Punti |
| ---- | --------------- | ----------- | ----- |
| 1    | Ève Routhier    | Canada      | 289   |
| 2    | Erin Mielzynski | Canada      | 262   |
| 3    | Megan McJames   | Stati Uniti | 258   |
| 4    | Elli Terwiel    | Stati Uniti | 233   |
| 5    | Sarah Schleper  | Stati Uniti | 205   |

#### Combinata
| Pos. | Nome            | Nazione     | Punti |
| ---- | --------------- | ----------- | ----- |
| 1    | Julia Ford      | Stati Uniti | 160   |
| 2    | Megan McJames   | Stati Uniti | 100   |
| 2    | Laurenne Ross   | Stati Uniti | 100   |
| 4    | Stephanie Irwin | Canada      | 95    |
| 5    | Madison McLeish | Stati Uniti | 70    |